# 康沃爾冰川
80°47′S 26°16′W / 80.783°S 26.267°W
康沃爾冰川（英語：Cornwall Glacier），是南極洲的冰川，位於科茨地，全長17公里，最終在拉姆博海崖以東注入里卡弗里冰川，在1957年由英聯邦探險隊繪入地圖，現時由南極條約體系管理。